# Parrega
Parrega est un village de la commune néerlandaise de Súdwest Fryslân, dans la province de Frise. Son nom en frison est Parregea.

## Géographie
Le village est situé dans l'ouest de la Frise, à 12 km au sud-ouest de la ville de Sneek et à 4 km à l'est de l'IJsselmeer.

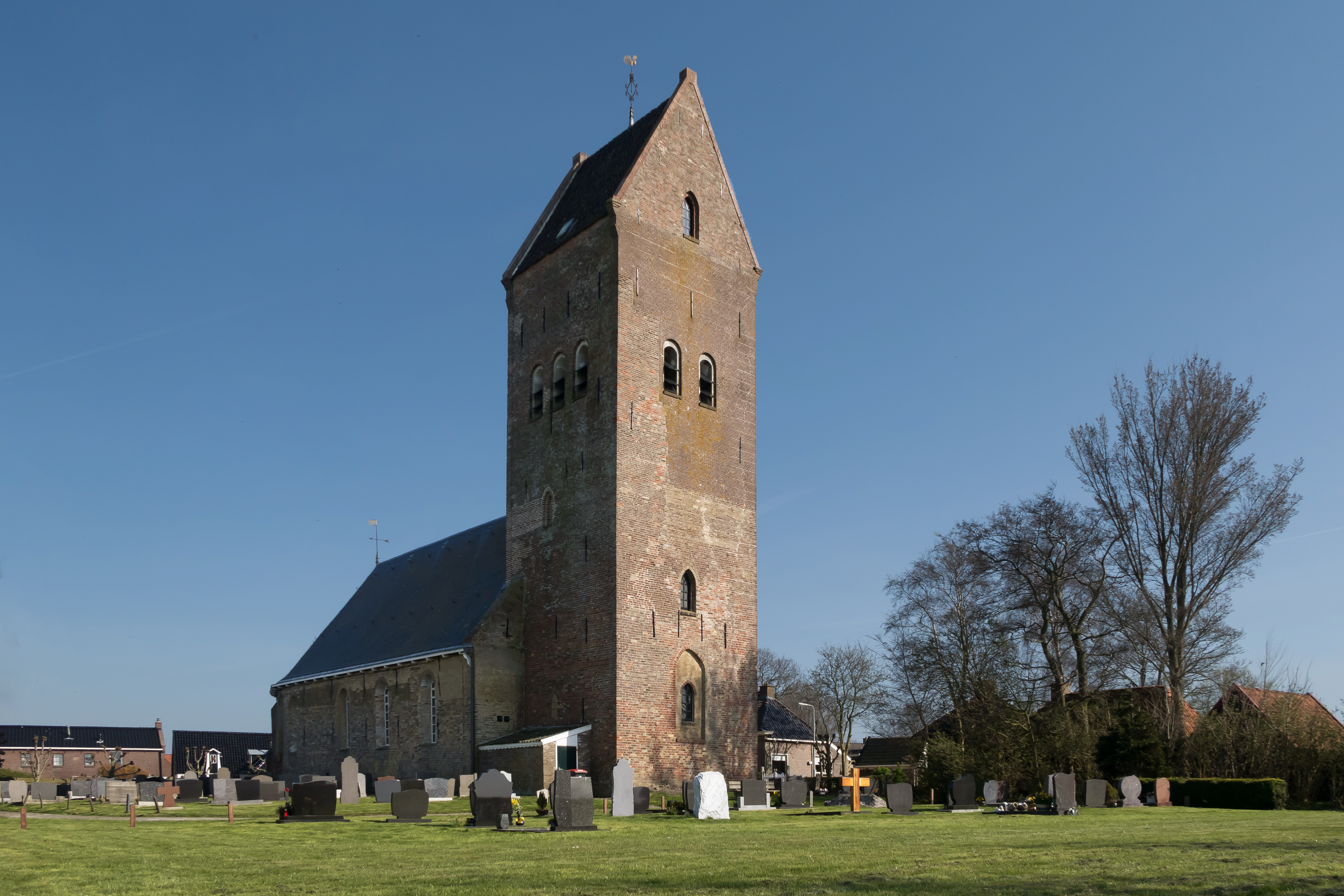
L'église de Sint Johannes de Doperkerk.

## Histoire
Parrega fait partie de la commune de Wûnseradiel jusqu'au 1er janvier 2011, où celle-ci est supprimée et fusionnée avec Bolsward, Nijefurd, Sneek et Wymbritseradiel pour former la nouvelle commune de Súdwest-Fryslân.

## Démographie
Le 1er janvier 2017, le village comptait 490 habitants.